# Bieńków
Bieńków (niem. Pinquart) – przysiółek wsi Duża Wólka, położony w Polsce, w województwie dolnośląskim, w powiecie polkowickim, w gminie Grębocice.
W latach 1975–1998 miejscowość administracyjnie należała do województwa legnickiego.

## Położenie
Przysiółek leży 1,6 km na południowy wschód od zasadniczej części Dużej Wólki, przy drodze prowadzącej z Świnina (osady Dużej Wólki) do Żukowa. Jest oddalona o 4,6 km na południe od siedziby gminy – Grębocic, 8,2 km na północny zachód od Polkowic i o 12,3 km na południe od Głogowa.

## Środowisko naturalne
Miejscowość znajduje się w obrębie mikroregionu Grzbiet Dalkowski, wchodzącego w skład mezoregionu Wzgórza Dalkowskie.
Tereny położone na wschód od przysiółka porastają lasy. Na wschód i północ od niej rozłożone są grunty orne.
Dominują tu gleby brunatne wyługowiałe i kwaśne. Występują tu też czarne ziemie właściwe i zdegradowane.
Przysiółek leży nad bezimiennym dopływem Brusiny. Na południowy wschód od miejscowości granicą sołectwa przepływa potok Moskorzynka.
W pobliskich lasach występują stanowiska nocka dużego (Myotis myotis).

## Historia
Ok. V-VI w. przybyło tu słowiańskie plemię Dziadoszan. Zbudowali oni gród na podmokłych łąkach położonych na zachód od przysiółka, który funkcjonował od schyłku IX do końca X w. Występujące w nim pokłady żużlów żelaznych sugerują, że miejscowa ludność trudniła się produkcją oraz prawdopodobnie dystrybucją tego surowca. W niedużej odległości na północny wschód od grodziska zidentyfikowano pozostałości osady produkcyjnej, która była jednym z miejsc jego wytwarzania z lokalnych rud darniowych oraz prawdopodobnie wstępnej jego obróbki. Znaleziono tam ślady uznane za pozostałości ognisk dymarskich, warstwę wyprażonej rudy darniowej, żelazne wytopki oraz liczne fragmenty dysz dymarskich i żelazne obcęgi kowalskie. Z tutejszym ośrodkiem grodowym związanych jest kilka stanowisk archeologicznych z terenów Dużej Wólki i Starej Rzeki.
Ok. 985-990 r., pod koniec swego panowania Mieszko I przyłączył Śląsk, wraz z ziemią Dziadoszan, do nowo powstającego państwa polskiego. Grody plemienne zaczęły ustępować wówczas centralnemu grodowi administracji państwowej wybudowanemu w Głogowie.
Pierwsza historyczna wzmianka o miejscowości pochodzi z 1407 roku.
Bieńków reprezentował wieś przyfolwarczną o charakterze ulicówki. Centralną część wsi zajmował folwark. Na wschód znajdowały się stawy. Ok. 1,1 km na południowy wschód od siedliska wsi funkcjonował młyn wodny, nazywany w źródłach Koschinsky Mühle, czy później Schiebler Mühle.

### Nazwa
Według Słownika etymologicznego nazw geograficznych Śląska, pierwotna nazwa miejscowości pochodzi od nazwiska Pickart → Bickhardt.
Nadana po II wojnie światowej polska nazwa Bieńków nie jest związana z historycznym nazewnictwem wsi.
Historyczne warianty nazwy miejscowości:
- 1407 – Pynqwart;
- 1424 – Pinczequart;
- 1430 – Pyntczquarth;
- 1432 – Pyntczquart;
- 1442 – Pintczquart;
- 1443 – Pinczquard;
- 1451, 1466, 1468 – Pintqwart;
- 1457 – Pintquardt;
- 1471-1500 – Pyntczquarth, Pynczquart, Pintczqrt, Pintczqwart, Pintczquart, Pintquart;
- 1500 – Pinckwart;
- 1505 – Pinquart.

## Demografia
Liczba ludności Bieńkowa na przestrzeni lat 1990–2021:

## Działalność społeczna
W miejscowości działa stowarzyszenie „Równi Sobie”, zajmujące się prowadzeniem terapii z udziałem zwierząt: hipoterapią i dogoterapią.

## Zabytki
| Nr stanowiska | Nr obszaru AZP | Obiekt            | Datowanie             | Nr rejestru           | Data wpisu    |
| ------------- | -------------- | ----------------- | --------------------- | --------------------- | ------------- |
| 1/8           | 70-20          | grodzisko         | wczesne średniowiecze | KZA-1-V-131/68 209/85 | 01.12.1968 r. |
| 2/9           | 70-20          | osada produkcyjna | wczesne średniowiecze | KZA-1-V-135/68 213/85 | 01.12.1968 r. |
| 3/10          | 70-20          | osada produkcyjna | wczesne średniowiecze | KZA-1-V-119/68 204/85 | 01.12.1968 r. |

## Oświata
Miejscowość należy do obwodu Szkoły Podstawowej im. Janusza Kusocińskiego w Grębocicach.

## Turystyka
Przez Bieńków przebiegają szlaki turystyczne:
- Szlak Polskiej Miedzi – Grodowiec – Żuków – Bieńków – Duża Wólka – Obiszów;
- Szlak rowerowy „Wokół gminy Grębocice”– Grodowiec – Żuków – Bieńków – Świnino – Duża Wólka;
- – Grodowiec – Żuków – Bieńków – Świnino – Duża Wólka.

## Religia
Rzymskokatoliccy mieszkańcy miejscowości należą do parafii pw. św. Jana Chrzciciela w Grodowcu.